# Lista de deputados federais do Brasil da 55.ª legislatura
Esta é a lista de deputados federais do Brasil da 55.ª legislatura do Congresso Nacional. Inclui-se o nome civil dos parlamentares, o partido ao qual eram filiados na data da posse e a quantidade de votos que receberam para sua eleição, sua unidade federativa de origem, bem como outras informações. Esta legislatura da Câmara dos Deputados durou de 1.º de fevereiro de 2015 a 31 de janeiro de 2019.
Também há a lista os suplentes que entraram em exercício.

## Mesa diretora

### Primeira mesa
Na primeira metade do mandato da mesa diretora, Eduardo Cunha foi eleito presidente em primeiro turno, com 267 votos, derrotando Arlindo Chinaglia (136 votos), Júlio Delgado (100 votos) e Chico Alencar (8 votos). Após um mandato marcado por polêmicas e acusações de corrupção, e após ter um processo de cassação de mandato aberto contra si no Conselho de Ética, deu início ao impeachment de Dilma Rousseff. Em 5 de maio de 2016, foi afastado do mandato, em decisão inédita, pelo Supremo Tribunal Federal. Após o fato, a Câmara passou a ser presidida pelo deputado Rodrigo Maia, após este ganhar a votação seguinte para a presidência, com 285 votos.
|               | Cargo               | Nome                   | Partido | Estado             |
| ------------- | ------------------- | ---------------------- | ------- | ------------------ |
|               | Presidente          | Rodrigo Maia           | DEM     | Rio de Janeiro     |
|               | 1.° Vice-presidente | Waldir Maranhão        | PP      | Maranhão           |
|               | 2.° Vice-presidente | Fernando Giacobo       | PR      | Paraná             |
|               | 1.° Secretário      | Beto Mansur            | PRB     | São Paulo          |
|               | 2.° Secretário      | Felipe Bornier         | PSD     | Rio de Janeiro     |
| Mara Gabrilli | 3.° Secretária      | Mara Gabrilli          | PSDB    | São Paulo          |
|               | 4.° Secretário      | Alex Canziani          | PTB     | Paraná             |
|               | 1.° Suplente        | Luiz Henrique Mandetta | DEM     | Mato Grosso do Sul |
|               | 2.° Suplente        | Gilberto Nascimento    | PSC     | São Paulo          |
|               | 3.° Suplente        | Luiza Erundina         | PSOL    | São Paulo          |
|               | 4.° Suplente        | Ricardo Izar Jr.       | PSD     | São Paulo          |

### Segunda mesa
Eleita em 2 de fevereiro de 2017.
|  | Cargo               | Nome             | Partido | Estado             |
|  | ------------------- | ---------------- | ------- | ------------------ |
|  | Presidente          | Rodrigo Maia     | DEM     | Rio de Janeiro     |
|  | 1.° Vice-presidente | Fábio Ramalho    | PMDB    | Minas Gerais       |
|  | 2.° Vice-presidente | André Fufuca     | PP      | Maranhão           |
|  | 1.° Secretário      | Fernando Giacobo | PR      | Paraná             |
|  | 2.° Secretário      | Mariana Carvalho | PSDB    | Rondônia           |
|  | 3.° Secretário      | JHC              | PSB     | Alagoas            |
|  | 4.° Secretário      | Rômulo Gouveia   | PSD     | Paraíba            |
|  | 1.° Suplente        | Dagoberto        | PDT     | Mato Grosso do Sul |
|  | 2.° Suplente        | Pedro Uczai      | PT      | Santa Catarina     |
|  | 3.° Suplente        | César Halum      | PRB     | Tocantins          |
|  | 4.° Suplente        | Carlos Manato    | SD      | Espírito Santo     |

## Por unidade da federação

### Acre
| Nome             | Partido | Coligação                                                                            | Votos nominais | Nota                                                                      | Ref |
| ---------------- | ------- | ------------------------------------------------------------------------------------ | -------------- | ------------------------------------------------------------------------- | --- |
| Raimundo Angelim | PT      | PT / PEN / PROS / PDT / PTB / PSL / PTN / PSDC / PHS / PSB / PRP / PPL / PRB / PCdoB | 39.844         |                                                                           |     |
| César Messias    | PSB     | PT / PEN / PROS / PDT / PTB / PSL / PTN / PSDC / PHS / PSB / PRP / PPL / PRB / PCdoB | 26.448         |                                                                           |     |
| Major Rocha      | PSDB    | PP / PMDB / PSC / PR / PPS / PTC / PSDB / PSD / PTdoB / SD                           | 23.466         |                                                                           |     |
| Leo de Brito     | PT      | PT / PEN / PROS / PDT / PTB / PSL / PTN / PSDC / PHS / PSB / PRP / PPL / PRB / PCdoB | 20.876         |                                                                           |     |
| Jéssica Sales    | PMDB    | PP / PMDB / PSC / PR / PPS / PTC / PSDB / PSD / PTdoB / SD                           | 20.339         |                                                                           |     |
| Sibá Machado     | PT      | PT / PEN / PROS / PDT / PTB / PSL / PTN / PSDC / PHS / PSB / PRP / PPL / PRB / PCdoB | 18.395         | Licenciado em 15 de agosto de 2016, substituído por Moisés Diniz (PCdoB). |     |
| Flaviano Melo    | MDB     | PP / PMDB / PSC / PR / PPS / PTC / PSDB / PSD / PTdoB / SD                           | 18.372         |                                                                           |     |
| Alan Rick        | PRB     | PT / PEN / PROS / PDT / PTB / PSL / PTN / PSDC / PHS / PSB / PRP / PPL / PRB / PCdoB | 17.903         |                                                                           |     |

### Alagoas
| Nome                     | Partido | Coligação                                                             | Votos nominais | Nota                                                                                             | Ref         |
| ------------------------ | ------- | --------------------------------------------------------------------- | -------------- | ------------------------------------------------------------------------------------------------ | ----------- |
| JHC                      | PSB     | PP / PPS / PSDC / PRP / PR / PSL / PSB / SD / DEM                     | 135.929        |                                                                                                  |             |
| Marx Beltrão             | PP      | PP / PPS / PSDC / PRP / PR / PSL / PSB / SD / DEM                     | 123.317        | Licenciado em 3 de agosto de 2017, substituído por Rosinha da Adefal (Avante).                   | [ 5 ]       |
| Pedro Vilela             | PSDB    | PSDB / PRB                                                            | 119.582        |                                                                                                  |             |
| Arthur Lira              | PP      | PP / PPS / PSDC / PRP / PR / PSL / PSB / SD / DEM                     | 98.231         |                                                                                                  |             |
| Ronaldo Lessa            | PDT     | PDT / PSC / PMDB / PV / PTB / PSD / PT do B / PROS / PCdoB / PT / PHS | 88.125         |                                                                                                  |             |
| Givaldo Carimbão         | PHS     | PDT / PSC / PMDB / PV / PTB / PSD / PT do B / PROS / PCdoB / PT / PHS | 82.582         |                                                                                                  |             |
| Maurício Quintella Lessa | PR      | PP / PPS / PSDC / PRP / PR / PSL / PSB / SD / DEM                     |                | Licenciado em 3 de agosto de 2017, substituído por Nivaldo Albuquerque (PRP).                    | [ 5 ]       |
| Cícero Almeida           | PHS     | PRTB / PPL / PMN                                                      | 58.095         | Licenciado entre 25 de maio de 2016 e 22 de setembro de 2016, substituído por Val Amélio (PRTB). | [ 6 ] [ 7 ] |
| Paulão                   | PT      | PDT / PSC / PMDB / PV / PTB / PSD / PTdoB / PROS / PCdoB / PT / PHS   | 53.284         |                                                                                                  |             |

### Amapá
| Nome                  | Partido | Coligação                                       | Votos nominais | Nota | Ref |
| --------------------- | ------- | ----------------------------------------------- | -------------- | ---- | --- |
| Roberto Góes          | PDT     | PP / PDT / PMDB                                 | 22.134         |      |     |
| Janete Capiberibe     | PSB     | PSB / PT / PSOL / PCdoB                         | 21.108         |      |     |
| Cabuçu Borges         | PMDB    | PP / PDT / PMDB                                 | 18.709         |      |     |
| Vinícius Gurgel       | PR      | PR / PRB / PHS / PROS / PSDC / PEN / PV / PTdoB | 18.661         |      |     |
| Professora Marcivânia | PCdoB   | PSB / PT / PSOL / PCdoB                         | 16.162         |      |     |
| André Abdon           | PP      | PR / PRB / PHS / PROS / PSDC / PEN / PV / PTdoB | 13.798         |      |     |
| Marcos Reátegui       | PSD     | PTB / PSC / PPS / PRTB / PMN / PTC / PRP / PPL  | 12.485         |      |     |
| Jozi Araújo           | PTN     | PTB / PSC / PPS / PRTB / PMN / PTC / PRP / PPL  | 10.007         |      |     |

### Amazonas
| Nome                  | Partido | Coligação                                                                                 | Votos nominais | Nota                                                                      | Ref   |
| --------------------- | ------- | ----------------------------------------------------------------------------------------- | -------------- | ------------------------------------------------------------------------- | ----- |
| Arthur Bisneto        | PSDB    | PROS / DEM / PSDB / PR / PTN / PSC / PTdoB / PTC / PRTB / PEN / PV / PHS / PSL / PSD / SD | 250.916        | Licenciado em 12 de setembro de 2017, substituído por Carlos Souza (PSD). | [ 5 ] |
| Silas Câmara          | PRB     | PROS / DEM / PSDB / PR / PTN / PSC / PTdoB / PTC / PRTB / PEN / PV / PHS / PSL / PSD / SD | 166.281        | Eleito pelo PSD                                                           | [ 8 ] |
| Alfredo Nascimento    | PL      | PROS / DEM / PSDB / PR / PTN / PSC / PTdoB / PTC / PRTB / PEN / PV / PHS / PSL / PSD / SD | 120.060        |                                                                           |       |
| Hissa Abrahão         | PDT     | PMDB / PP / PT / PDT / PTB / PPS / PRB / PSDC / PPL / PCdoB                               | 113.646        | Eleito pelo PPS                                                           |       |
| Pauderney Avelino     | DEM     | PROS / DEM / PSDB / PR / PTN / PSC / PTdoB / PTC / PRTB / PEN / PV / PHS / PSL / PSD / SD | 103.904        |                                                                           |       |
| Átila Lins            | PSD     | PROS / DEM / PSDB / PR / PTN / PSC / PTdoB / PTC / PRTB / PEN / PV / PHS / PSL / PSD / SD | 89.453         |                                                                           |       |
| Conceição Sampaio     | PP      | PMDB / PP / PT / PDT / PTB / PPS / PRB / PSDC / PPL / PCdoB                               | 71.878         |                                                                           |       |
| Sabino Castelo Branco | PTB     | PMDB / PP / PT / PDT / PTB / PPS / PRB / PSDC / PPL / PCdoB                               | 69.708         | 1º suplente de Marcos Rotta, eleito vice-prefeito de Manaus em 2016.      |       |

### Bahia
| Nome                    | Partido | Coligação                                       | Votos nominais | Nota | Ref   |
| ----------------------- | ------- | ----------------------------------------------- | -------------- | --- | ----- |
| Lúcio Vieira Lima       | PMDB    | DEM / PMDB / PSDB / PTN / SD / PROS / PRB / PSC | 222.164        | |       |
| Mário Negromonte Jr.    | PRB     | PP / PDT / PT / PTB / PR / PSD / PCdoB          | 169.215        | Eleito pelo PP |       |
| Irmão Lázaro            | PSC     | DEM / PMDB / PSDB / PTN / SD / PROS / PRB / PSC | 161.899        | Licenciado em 18 de abril de 2016, substituído por Luciano Braga (DEM).                                                                    |       |
| Antonio Brito           | PSD     | PP / PDT / PT / PTB / PR / PSD / PCdoB          | 159.840        | |       |
| Ronaldo Carletto        | PP      | PP / PDT / PT / PTB / PR / PSD / PCdoB          | 148.628        | |       |
| Daniel Almeida          | PCdoB   | PP / PDT / PT / PTB / PR / PSD / PCdoB          | 135.382        | |       |
| Félix Mendonça Júnior   | PDT     | PP / PDT / PT / PTB / PR / PSD / PCdoB          | 130.583        | |       |
| Luiz Caetano            | PT      | PP / PDT / PT / PTB / PR / PSD / PCdoB          | 125.862        | |       |
| Cacá Leão               | PP      | PP / PDT / PT / PTB / PR / PSD / PCdoB          | 125.605        | |       |
| Jorge Solla             | PT      | PP / PDT / PT / PTB / PR / PSD / PCdoB          | 125.159        | |       |
| Valmir Assunção         | PT      | PP / PDT / PT / PTB / PR / PSD / PCdoB          | 123.284        | |       |
| Antônio Imbassahy       | PSDB    | DEM / PMDB / PSDB / PTN / SD / PROS / PRB / PSC | 120.479        | Licenciado em 3 de agosto de 2017, substituído pelo 2º suplente Luciano Braga (DEM).                                                       |       |
| João Gualberto          | PSDB    | DEM / PMDB / PSDB / PTN / SD / PROS / PRB / PSC | 117.671        | |       |
| Márcio Marinho          | PRB     | DEM / PMDB / PSDB / PTN / SD / PROS / PRB / PSC | 117.470        | |       |
| Tia Eron                | PRB]]   | DEM / PMDB / PSDB / PTN / SD / PROS / PRB / PSC | 116.912        | Licenciada em 25 de abril de 2017, foi substituída pelo 4º suplente Marcos Medrado (PTN).                                                  | [ 5 ] |
| Waldenor Pereira        | PT      | PP / PDT / PT / PTB / PR / PSD / PCdoB          | 114.965        | |       |
| João Bacelar            | PR      | PP / PDT / PT / PTB / PR / PSD / PCdoB          | 111.643        | |       |
| Nelson Pelegrino        | PT      | PP / PDT / PT / PTB / PR / PSD / PCdoB          | 111.252        | Licenciado em 4 de fevereiro de 2015, foi substituído por Davidson Magalhães (PCdoB).                                                      |       |
| Roberto Britto          | PP      | PP / PDT / PT / PTB / PR / PSD / PCdoB          | 110.822        | |       |
| Paulo Azi               | DEM     | DEM / PMDB / PSDB / PTN / SD / PROS / PRB / PSC | 110.662        | |       |
| Jutahy Magalhães Júnior | PSDB    | DEM / PMDB / PSDB / PTN / SD / PROS / PRB / PSC | 108.476        | |       |
| José Nunes              | PSD     | PP / PDT / PT / PTB / PR / PSD / PCdoB          | 105.776        | |       |
| José Carlos Aleluia     | DEM     | DEM / PMDB / PSDB / PTN / SD / PROS / PRB / PSC | 101.924        | |       |
| José Rocha              | PR      | PP / PDT / PT / PTB / PR / PSD / PCdoB          | 101.663        | |       |
| Josias Gomes            | PT      | PP / PDT / PT / PTB / PR / PSD / PCdoB          | 98.871         | Licenciado em 3 de fevereiro de 2015, foi substituído por Fernando Torres (PSD) e em 23 de agosto de 2017, por Davidson Magalhães (PCdoB). | [ 5 ] |
| Bebeto                  | PSB     | PSB / PSL / PPL                                 | 96.134         | |       |
| Arthur Maia             | PPS     | DEM / PMDB / PSDB / PTN / SD / PROS / PRB / PSC | 95.698         | Eleito pelo SDD |       |
| João Carlos Bacelar     | PTN     | DEM / PMDB / PSDB / PTN / SD / PROS / PRB / PSC | 95.158         | |       |
| Claudio Cajado          | DEM     | DEM / PMDB / PSDB / PTN / SD / PROS / PRB / PSC | 89.118         | |       |
| Elmar Nascimento        | DEM     | DEM / PMDB / PSDB / PTN / SD / PROS / PRB / PSC | 88.334         | |       |
| Sérgio Brito            | PSD     | PP / PDT / PT / PTB / PR / PSD / PCdoB          | 83.658         | |       |
| Afonso Florence         | PT      | PP / PDT / PT / PTB / PR / PSD / PCdoB          | 82.661         | |       |
| Paulo Magalhães         | PSD     | PP / PDT / PT / PTB / PR / PSD / PCdoB          | 77.045         | |       |
| Erivelton Santana       | PEN     | DEM / PMDB / PSDB / PTN / SD / PROS / PRB / PSC | 74.836         | Eleito pelo PSC |       |
| Alice Portugal          | PCdoB   | PP / PDT / PT / PTB / PR / PSD / PCdoB          | 72.682         | |       |
| José Carlos Araújo      | PR      | PP / PDT / PT / PTB / PR / PSD / PCdoB          | 72.013         | Eleito pelo PSD |       |
| Benito Gama             | PTB     | PP / PDT / PT / PTB / PR / PSD / PCdoB          | 71.372         | |       |
| Fernando Torres         | PSD     | PP / PDT / PT / PTB / PR / PSD / PCdoB          | 66.215         | Suplente de Moema Gramacho, eleita prefeita de Lauro de Freitas em 2016.                                                                   |       |
| Uldurico Júnior         | PV      | PPS / PSDC / PTC / PV / PRP / PTdoB             | 39.904         | Eleito pelo PTC |       |

### Ceará
| Nome              | Partido | Coligação                                                       | Votos nominais | Nota                                                                                                 | Ref    |
| ----------------- | ------- | --------------------------------------------------------------- | -------------- | --- | ------ |
| Genecias Noronha  | SD      | PRB / PP / PDT / PT / PTB / PSL / PHS / PSD / PCdoB / SD / PROS | 221.567        | |        |
| José Guimarães    | PT      | PRB / PP / PDT / PT / PTB / PSL / PHS / PSD / PCdoB / SD / PROS | 209.032        | |        |
| Domingos Neto     | PSD     | PRB / PP / PDT / PT / PTB / PSL / PHS / PSD / PCdoB / SD / PROS | 208.852        | Eleito pelo PROS, foi filiado ao PMB entre 2015 e 2016.                                              |        |
| Danilo Forte      | PSB     | PMDB / PSC / PR / PRP / PSDB                                    | 180.157        | Eleito pelo PMDB                                                                                     |        |
| Aníbal Gomes      | PMDB    | PMDB / PSC / PR / PRP / PSDB                                    | 173.736        | |        |
| Moses Rodrigues   | PMDB    | PMDB / PSC / PR / PRP / PSDB                                    | 147.044        | Eleito pelo PPS                                                                                      |        |
| Gorete Pereira    | PR      | PMDB / PSC / PR / PRP / PSDB                                    | 130.983        | |        |
| Luizianne Lins    | PT      | PRB / PP / PDT / PT / PTB / PSL / PHS / PSD / PCdoB / SD / PROS | 130.717        | |        |
| André Figueiredo  | PDT     | PRB / PP / PDT / PT / PTB / PSL / PHS / PSD / PCdoB / SD / PROS | 125.360        | |        |
| Odorico Monteiro  | PSB     | PRB / PP / PDT / PT / PTB / PSL / PHS / PSD / PCdoB / SD / PROS | 121.640        | Eleito pelo PT, durante a legislatura passou pelo PROS                                               | [ 9 ]  |
| Cabo Sabino       | PR      | PMDB / PSC / PR / PRP / PSDB                                    | 120.485        | |        |
| Ronaldo Martins   | PRB     | PRB / PP / PDT / PT / PTB / PSL / PHS / PSD / PCdoB / SD / PROS | 117.930        | |        |
| Adail Carneiro    | PP      | PRB / PP / PDT / PT / PTB / PSL / PHS / PSD / PCdoB / SD / PROS | 113.885        | Eleito pelo PHS                                                                                      |        |
| Macedo            | PP      | PRB / PP / PDT / PT / PTB / PSL / PHS / PSD / PCdoB / SD / PROS | 107.734        | Eleito pelo PSL, teve uma curta passagem pelo PMB antes de voltar ao partido anterior ainda em 2015. |        |
| Raimundo Matos    | PSDB    | PMDB / PSC / PR / PRP / PSDB                                    | 95.145         | |        |
| José Airton       | PT      | PRB / PP / PDT / PT / PTB / PSL / PHS / PSD / PCdoB / SD / PROS | 94.056         | |        |
| Vitor Valim       | PMDB    | PMDB / PSC / PR / PRP / PSDB                                    | 92.499         | |        |
| Leônidas Cristino | PDT     | PRB / PP / PDT / PT / PTB / PSL / PHS / PSD / PCdoB / SD / PROS | 91.085         | Eleito pelo PROS                                                                                     |        |
| Antônio Balhmann  | PROS    | PRB / PP / PDT / PT / PTB / PSL / PHS / PSD / PCdoB / SD / PROS | 87.666         | Licenciou-se em 6 de agosto de 2015, substituído por Ariosto Holanda (PDT).                          | [ 10 ] |
| Chico Lopes       | PCdoB   | PRB / PP / PDT / PT / PTB / PSL / PHS / PSD / PCdoB / SD / PROS | 80.578         | |        |
| Vicente Arruda    | PDT     | PRB / PP / PDT / PT / PTB / PSL / PHS / PSD / PCdoB / SD / PROS | 70.768         | Suplente de Arnon Bezerra (PTB).                                                                     |        |
| Vaidon Oliveira   | PSDC    | DEM / PPS / PSDC / PTN                                          | 9.445          | Suplente de Moroni Torgan (DEM).                                                                     |        |

### Distrito Federal
| Nome             | Partido | Coligação                                                   | Votos nominais | Nota | Ref |
| ---------------- | ------- | ----------------------------------------------------------- | -------------- | ---- | --- |
| Alberto Fraga    | DEM     | PR / PTB / PRTB / PMN / DEM                                 | 155.056        |      |     |
| Rogério Rosso    | PSD     | PSB / SD / PDT / PSD                                        | 93.653         |      |     |
| Erika Kokay      | PT      | PT / PRB / PCdoB / PP / PSC / PROS                          | 92.558         |      |     |
| Ronaldo Fonseca  | PROS    | PT / PRB / PCdoB / PP / PSC / PROS                          | 84.583         |      |     |
| Rôney Nemer      | PMDB    | PMDB / PTdoB / PRP / PHS / PEN / PV / PTN / PPL / PSL / PTC | 82.594         |      |     |
| Izalci Lucas     | PSDB    | PSDB / PPS / PSDC                                           | 71.937         |      |     |
| Augusto Carvalho | SD      | PSB / SD / PDT / PSD                                        | 39.461         |      |     |
| Laerte Bessa     | PR      | PR / PTB / PRTB / PMN / DEM                                 | 32.843         |      |     |

### Espírito Santo
| Nome           | Partido | Coligação                             | Votos nominais | Nota                                                                 | Ref |
| -------------- | ------- | ------------------------------------- | -------------- | -------------------------------------------------------------------- | --- |
| Sérgio Vidigal | PDT     | PDT / PT                              | 161.744        |                                                                      |     |
| Lelo Coimbra   | PMDB    | PMDB / DEM / PSDB / SD / PROS         | 94.759         |                                                                      |     |
| Paulo Foletto  | PSB     | PRTB / PSB / PSL / PTN                | 88.110         |                                                                      |     |
| Helder Salomão | PT      | PDT / PT                              | 83.967         |                                                                      |     |
| Jorge Silva    | PHS     | PMDB / DEM / PSDB / SD / PROS         | 69.880         | Eleito pelo PROS                                                     |     |
| Carlos Manato  | SD      | PMDB / DEM / PSDB / SD / PROS         | 67.631         |                                                                      |     |
| Norma Ayub     | DEM     | PMDB / DEM / PSDB / SD / PROS         | 64.969         | Suplente de Max Filho (PSDB), eleito prefeito de Vila Velha em 2016. |     |
| Givaldo Vieira | PCdoB   | PDT / PT                              | 50.928         | Eleito pelo PDT                                                      |     |
| Evair de Melo  | PV      | PRB / PP / PTB / PHS / PPS / PSD / PV | 48.829         |                                                                      |     |
| Marcus Vicente | PP      | PRB / PP / PTB / PHS / PPS / PSD / PV | 45.525         |                                                                      |     |

### Goiás
| Nome                  | Partido | Coligação                                           | Votos nominais | Notas                                                                    | Ref |
| --------------------- | ------- | --------------------------------------------------- | -------------- | ------------------------------------------------------------------------ | --- |
| Delegado Waldir       | PR      | PSDB / PP / PR / PSD / PTB / PDT / PPS / PROS / PRB | 274.625        |                                                                          |     |
| Daniel Vilela         | PMDB    | PMDB / DEM / SD / PCdoB / PRTB / PTN / PPL          | 179.214        |                                                                          |     |
| Flávia Morais         | PDT     | PSDB / PP / PR / PSD / PTB / PDT / PPS / PROS / PRB | 159.122        |                                                                          |     |
| Giuseppe Vecci        | PSDB    | PSDB / PP / PR / PSD / PTB / PDT / PPS / PROS / PRB | 120.283        |                                                                          |     |
| Magda Mofatto         | PR      | PSDB / PP / PR / PSD / PTB / PDT / PPS / PROS / PRB | 118.458        |                                                                          |     |
| Rubens Otoni          | PT      | sem coligação                                       | 115.874        |                                                                          |     |
| Célio Silveira        | PSDB    | PSDB / PP / PR / PSD / PTB / PDT / PPS / PROS / PRB | 110.992        |                                                                          |     |
| Alexandre Baldy       | PTN     | PSDB / PP / PR / PSD / PTB / PDT / PPS / PROS / PRB | 107.544        |                                                                          |     |
| João Campos de Araújo | PRB     | PSDB / PP / PR / PSD / PTB / PDT / PPS / PROS / PRB | 107.344        |                                                                          |     |
| Jovair Arantes        | PTB     | PSDB / PP / PR / PSD / PTB / PDT / PPS / PROS / PRB | 92.945         |                                                                          |     |
| Marcos Abrão          | PPS     | PSDB / PP / PR / PSD / PTB / PDT / PPS / PROS / PRB | 92.347         |                                                                          |     |
| Heuler Cruvinel       | PSD     | PSDB / PP / PR / PSD / PTB / PDT / PPS / PROS / PRB | 90.877         |                                                                          |     |
| Roberto Balestra      | PP      | PSDB / PP / PR / PSD / PTB / PDT / PPS / PROS / PRB | 85.534         |                                                                          |     |
| Fábio Sousa           | PSDB    | PSDB / PP / PR / PSD / PTB / PDT / PPS / PROS / PRB | 82.204         |                                                                          |     |
| Thiago Peixoto        | PSD     | PSDB / PP / PR / PSD / PTB / PDT / PPS / PROS / PRB | 79.666         | Licenciado em 4 de fevereiro de 2015, substituído por Sandes Júnior (PP) |     |
| Lucas Vergílio        | SD      | PMDB / DEM / SD / PC do B / PRTB / PTN / PPL        | 78.387         |                                                                          |     |
| Pedro Chaves          | PMDB    | PMDB / DEM / SD / PC do B / PRTB / PTN / PPL        | 77.925         |                                                                          |     |

### Maranhão
| Nome                  | Partido | Coligação                            | Votos nominais | Nota                                                                  | Ref    |
| --------------------- | ------- | ------------------------------------ | -------------- | --------------------------------------------------------------------- | ------ |
| Eliziane Gama         | PPS     | SD / PP / PCdoB / PPS / PSDB / PSB   | 133.575        |                                                                       |        |
| Hildo Rocha           | PMDB    | PMDB / DEM / PTB / PV / PRB / PR     | 125.521        |                                                                       |        |
| Rubens Pereira Júnior | PCdoB   | SD / PP / PCdoB / PPS / PSDB / PSB   | 118.115        |                                                                       |        |
| Cléber Verde          | PRB     | PMDB / DEM / PTB / PV / PRB / PR     | 105.243        |                                                                       |        |
| Julião Amin           | PDT     | PDT / PTC / PROS                     | 91.669         | [ nota 1 ]                                                            | [ 11 ] |
| Zé Carlos             | PT      | PT / PSD                             | 90.531         |                                                                       |        |
| José Reinaldo Tavares | PSDB    | SD / PP / PCdoB / PPS / PSDB / PSB   | 86.728         |                                                                       |        |
| Pedro Fernandes       | PTB     | PMDB / DEM / PTB / PV / PRB / PR     | 85.507         |                                                                       |        |
| Victor Mendes         | PSD     | PMDB / DEM / PTB / PV / PRB / PR     | 85.034         |                                                                       |        |
| Juscelino Filho       | DEM     | PSL / PSDC / PRP / PTN / PRTB        | 83.955         |                                                                       |        |
| João Marcelo de Souza | PMDB    | PMDB / DEM / PTB / PV / PRB / PR     | 83.847         |                                                                       |        |
| Weverton Rocha        | PDT     | PDT / PTC / PROS                     | 81.161         |                                                                       |        |
| Sarney Filho          | PV      | PMDB / DEM / PTB / PV / PRB / PR     | 67.885         | Licenciado em 3 de agosto de 2017, substituído por Alberto Filho (PP) | [ 5 ]  |
| Waldir Maranhão       | PSDB    | SD / PP / PCdoB / PPS / PSDB / PSB   | 66.274         |                                                                       |        |
| André Fufuca          | PP      | PEN / PMN / PHS / PSC / PT do B      | 56.879         | Se licenciou por um tempo, sendo substituído por Ildon Marques        | [ 12 ] |
| Luana Costa           | PSC     | SD / PP / PC do B / PPS / PSDB / PSB | 52.783         | Eleita primeira suplente, assumiu com a morte de João Castelo         | [ 13 ] |
| Júnior Marreca        | PEN     | PEN / PMN / PHS / PSC / PT do B      | 50.962         |                                                                       |        |
| Aluísio Mendes        | PODE    | PSL / PSDC / PRP / PTN / PRTB        | 50.658         |                                                                       |        |

### Mato Grosso
| Nome                     | Partido                | Coligação                                                                   | Votos nominais                                                         | Notas | Ref |
| ------------------------ | ---------------------- | --------------------------------------------------------------------------- | ---------------------------------------------------------------------- | ----- | --- |
| Nilson Leitão            | PSDB                   | PDT / PP / DEM / PSDB / PSB / PPS / PV / PTB / PSDC / PSC / PRP / PSL / PRB | 127.749                                                                |       |     |
| Adilton Sachetti         | PRB                    | PDT / PP / DEM / PSDB / PSB / PPS / PV / PTB / PSDC / PSC / PRP / PSL / PRB | 112.722                                                                |       |     |
| Fábio Garcia             | PSB                    | PDT / PP / DEM / PSDB / PSB / PPS / PV / PTB / PSDC / PSC / PRP / PSL / PRB | 104.976                                                                |       |     |
| Ságuas Moraes            | PT                     | PT / PMDB / PROS / PR                                                       | 97.858                                                                 |       |     |
| Carlos Bezerra           | PMDB                   | PT / PMDB / PROS / PR                                                       | 95.739                                                                 |       |     |
| Ezequiel Fonseca         | PP                     | PDT / PP / DEM / PSDB / PSB / PPS / PV / PTB / PSDC / PSC / PRP / PSL / PRB | 90.888                                                                 |       |     |
| Professor Victório Galli | PSC                    | PDT / PP / DEM / PSDB / PSB / PPS / PV / PTB / PSDC / PSC / PRP / PSL / PRB | 64.691                                                                 |       |     |
| Valtenir Pereira         | PSB (eleito pelo PROS) | PT / PMDB / PROS / PR                                                       | Licenciado em 6 de julho de 2017, substituído por Rogério Silva (PMDB) | [ 5 ] |     |

### Mato Grosso do Sul
| Nome                   | Partido | Coligação                                       | Votos nominais | Nota                                                                        | Ref    |
| ---------------------- | ------- | ----------------------------------------------- | -------------- | --------------------------------------------------------------------------- | ------ |
| Zeca do PT             | PT      | PT / PR / PDT / PROS / PTC / PCdoB / PTB / PSDC | 160.556        |                                                                             |        |
| Carlos Marun           | PMDB    | PMDB / PSB / PRB / PTN / PEN / PSC              | 91.816         |                                                                             |        |
| Geraldo Resende        | PSDB    | PMDB / PSB / PRB / PTN / PEN / PSC              | 87.546         | Eleito pelo PMDB                                                            |        |
| Tereza Cristina        | DEM     | PMDB / PSB / PRB / PTN / PEN / PSC              | 75.149         | Eleita pelo PSB                                                             |        |
| Vander Loubet          | PT      | PT / PR / PDT / PROS / PTC / PCdoB / PTB / PSDC | 69.504         |                                                                             |        |
| Luiz Henrique Mandetta | DEM     | PSDB / DEM / PSD / SD / PPS / PMN               | 57.374         |                                                                             |        |
| Marcio Monteiro        | PSDB    | PSDB / DEM / PSD / SD / PPS / PMN               | 56.441         | Licenciado em 4 de fevereiro de 2015, substituído por Elizeu Dionízio (SDD) | [ 14 ] |
| Dagoberto Nogueira     | PDT     | PT / PR / PDT / PROS / PTC / PCdoB / PTB / PSDC | 54.813         |                                                                             |        |

### Minas Gerais
| Nome                   | Partido               | Coligação                        | Votos nominais | Notas | Ref   |
| ---------------------- | --------------------- | -------------------------------- | -------------- | --- | ----- |
| Reginaldo Lopes        | PT                    | PT / PMDB / PC do B / PROS / PRB | 310.226        | |       |
| Rodrigo de Castro      | PSDB                  | DEM / PSDB / PP / PR / PSD / SD  | 292.848        | |       |
| Misael Varella         | DEM                   | DEM / PSDB / PP / PR / PSD / SD  | 258.363        | |       |
| Odair Cunha            | PT                    | PT / PMDB / PC do B / PROS / PRB | 201.782        | Licenciado e0 3 de fevereiro de 2015, substituído por Wadson Ribeiro (PCdoB) e Adelmo Carneiro Leão (PT) | [ 5 ] |
| Gabriel Guimarães      | PT                    | PT / PMDB / PC do B / PROS / PRB | 200.014        | |       |
| Weliton Prado          | PROS (eleito pelo PT) | PT / PMDB / PC do B / PROS / PRB | 186.098        | Chegou a ser filiado ao PMB                                                                              |       |
| Renato Andrade         | PP                    | DEM / PSDB / PP / PR / PSD / SD  |                | suplente de Odelmo Leão                                                                                  |       |
| Eros Biondini          | PTB                   | PTB / PMN                        | 179.073        | |       |
| Jaiminho Martins       | PSD                   | DEM / PSDB / PP / PR / PSD / SD  | 158.907        | |       |
| Toninho Pinheiro       | PP                    | DEM / PSDB / PP / PR / PSD / SD  | 148.239        | |       |
| Patrus Ananias         | PT                    | PT / PMDB / PC do B / PROS / PRB | 147.175        | licenciado em 3 de fevereiro de 2015, substituído por Ademir Camilo (PROS)                               |       |
| George Hilton          | PSB (eleito pelo PRB) | PT / PMDB / PC do B / PROS / PRB | 146.792        | Licenciado em 3 de fevereiro de 2015, substituído por Silas Brasileiro (PMDB)                            |       |
| Stéfano Aguiar         | PSB                   | PSB / PPL / PRTB                 | 144.153        | |       |
| Domingos Sávio         | PSDB                  | DEM / PSDB / PP / PR / PSD / SD  | 143.901        | |       |
| Marcus Pestana         | PSDB                  | DEM / PSDB / PP / PR / PSD / SD  | 131.687        | |       |
| Eduardo Barbosa        | PSDB                  | DEM / PSDB / PP / PR / PSD / SD  | 130.453        | |       |
| Mauro Lopes            | PMDB                  | PT / PMDB / PC do B / PROS / PRB | 129.795        | |       |
| Dimas Fabiano          | PP                    | DEM / PSDB / PP / PR / PSD / SD  | 129.096        | |       |
| Newton Cardoso Jr.     | PMDB                  | PT / PMDB / PC do B / PROS / PRB | 128.489        | |       |
| Bilac Pinto            | PR                    | DEM / PSDB / PP / PR / PSD / SD  | 123.377        | |       |
| Leonardo Quintão       | PMDB                  | PT / PMDB / PC do B / PROS / PRB | 118.470        | |       |
| Luiz Fernando Faria    | PP                    | DEM / PSDB / PP / PR / PSD / SD  | 117.542        | |       |
| Marcos Montes          | PSD                   | DEM / PSDB / PP / PR / PSD / SD  | 116.175        | |       |
| Leonardo Monteiro      | PT                    | PT / PMDB / PC do B / PROS / PRB | 115.336        | |       |
| Luis Tibé              | PTdoB                 | PT do B / PRP / PHS / PEN        | 114.948        | |       |
| Diego Andrade          | PSD                   | DEM / PSDB / PP / PR / PSD / SD  | 114.240        | |       |
| Padre João             | PT                    | PT / PMDB / PC do B / PROS / PRB | 112.722        | |       |
| José Saraiva Felipe    | PMDB                  | PT / PMDB / PC do B / PROS / PRB | 111.317        | |       |
| Zé Silva               | SD                    | DEM / PSDB / PP / PR / PSD / SD  | 109.925        | |       |
| Renzo Braz             | PP                    | DEM / PSDB / PP / PR / PSD / SD  | 109.510        | |       |
| Carlos Melles          | DEM                   | DEM / PSDB / PP / PR / PSD / SD  | 107.906        | |       |
| Paulo Abi-Ackel        | PSDB                  | DEM / PSDB / PP / PR / PSD / SD  | 104.849        | |       |
| Caio Narcio            | PSDB                  | DEM / PSDB / PP / PR / PSD / SD  | 101.040        | |       |
| Lincoln Portela        | PRB (eleito pelo PR)  | DEM / PSDB / PP / PR / PSD / SD  | 98.834         | |       |
| Raquel Muniz           | PSC                   | PSC / PTC / PSL                  | 96.073         | |       |
| Sub-Tenente Gonzaga    | PDT                   | PPS / PV / PDT                   | 93.997         | |       |
| Miguel Correa          | PT                    | PT / PMDB / PC do B / PROS / PRB | 93.450         | Licenciado, substituído por Nilmário Miranda (PT) e depois por Ademir Camilo (PODE)                      | [ 5 ] |
| Rodrigo Pacheco        | PMDB                  | PT / PMDB / PC do B / PROS / PRB | 92.743         | |       |
| Aelton Freitas         | PR                    | DEM / PSDB / PP / PR / PSD / SD  | 91.103         | |       |
| Mário Heringer         | PDT                   | PPS / PV / PDT                   | 90.738         | |       |
| Marcelo Aro            | PHS                   | PT do B / PRP / PHS / PEN        | 87.113         | |       |
| Júlio Delgado          | PSB                   | PSB / PPL / PRTB                 | 86.245         | |       |
| Bonifácio Andrada      | PSDB                  | DEM / PSDB / PP / PR / PSD / SD  | 83.628         | |       |
| Fábio Ramalho          | PMDB (eleito pelo PV) | PPS / PV / PDT                   | 83.567         | Chegou a ser filiado ao PMB                                                                              |       |
| Margarida Salomão      | PT                    | PT / PMDB / PC do B / PROS / PRB | 78.973         | |       |
| Laudivio Carvalho      | PMDB                  | PT / PMDB / PC do B / PROS / PRB | 78.762         | |       |
| Jô Moraes              | PCdoB                 | PT / PMDB / PCdoB / PROS / PRB   | 67.650         | |       |
| Tenente Lúcio          | PSB                   | PSB / PPL / PRTB                 | 67.459         | |       |
| Marcelo Álvaro Antônio | PR                    | PT do B / PRP / PHS / PEN        | 60.384         | |       |
| Adelmo Carneiro Leão   | PT                    | PT / PMDB / PCdoB / PROS / PRB   | 57.921         | |       |
| Dâmina Pereira         | PMB                   | PTB / PMN                        | 52.679         | |       |
| Delegado Edson Moreira | PTN                   | PTN / PSDC                       | 49.391         | |       |
| Brunny                 | PR (eleita pelo PTC)  | PSC / PTC / PSL                  | 45.381         | Chegou a ser filiada ao PMB                                                                              |       |

### Pará
| Nome                 | Partido | Coligação                                             | Votos nominais | Nota             | Ref |
| -------------------- | ------- | ----------------------------------------------------- | -------------- | ---------------- | --- |
| Éder Mauro           | PSD     | PSDB / PSD / PSB / PP / PSC / PTB / PPS / PTdoB / PTC | 265.983        |                  |     |
| Nilson Pinto         | PSDB    | PSDB / PSD / PSB / PP / PSC / PTB / PPS / PTdoB / PTC | 193.573        |                  |     |
| Edmilson Rodrigues   | PSOL    | PSOL / PSTU                                           | 170.604        |                  |     |
| Lúcio Vale           | PR      | PR / DEM / PHS / PROS / PCdoB / PSL / PDT / PPL       | 148.163        |                  |     |
| Beto Faro            | PT      | PMDB / PT                                             | 142.970        |                  |     |
| Wladimir Costa       | SD      | PRB / SD                                              | 141.213        |                  |     |
| Josué Bengtson       | PTB     | PSDB / PSD / PSB / PP / PSC / PTB / PPS / PTdoB / PTC | 122.995        |                  |     |
| José Priante         | PMDB    | PMDB / PT                                             | 122.348        |                  |     |
| Zé Geraldo           | PT      | PMDB / PT                                             | 105.151        |                  |     |
| Beto Salame          | PP      | PR / DEM / PHS / PROS / PCdoB / PSL / PDT / PPL       | 93.524         | Eleito pelo PROS |     |
| Elcione Barbalho     | PMDB    | PMDB / PT                                             | 87.632         |                  |     |
| Júlia Marinho        | PSC     | PSDB / PSD / PSB / PP / PSC / PTB / PPS / PTdoB / PTC | 86.949         |                  |     |
| Hélio Leite          | DEM     | PR / DEM / PHS / PROS / PCdoB / PSL / PDT / PPL       | 85.194         |                  |     |
| Simone Morgado       | PMDB    | PMDB / PT                                             | 76.510         |                  |     |
| Joaquim Passarinho   | PSD     | PSDB / PSD / PSB / PP / PSC / PTB / PPS / PTdoB / PTC | 76.148         |                  |     |
| Arnaldo Jordy        | PPS     | PSDB / PSD / PSB / PP / PSC / PTB / PPS / PTdoB / PTC | 70.950         |                  |     |
| Francisco Chapadinha | PTN     | PSDB / PSD / PSB / PP / PSC / PTB / PPS / PTdoB / PTC | 63.671         | Eleito pelo PSD  |     |

### Paraíba
| Nome                    | Partido | Coligação                                                                            | Votos nominais | Nota                                                                           | Ref           |
| ----------------------- | ------- | ------------------------------------------------------------------------------------ | -------------- | ------------------------------------------------------------------------------ | ------------- |
| Pedro Cunha Lima        | PSDB    | PSDB / PEN / PR / PTB / PSD / SD / PMN / PPS / PT do B / PTN / PRB / PSDC / PSC / PP | 179.886        |                                                                                |               |
| Veneziano Vital do Rêgo | PMDB    | PMDB                                                                                 | 177.680        |                                                                                |               |
| Aguinaldo Ribeiro       | PP      | PSDB / PEN / PR / PTB / PSD / SD / PMN / PPS / PT do B / PTN / PRB / PSDC / PSC / PP | 161.999        |                                                                                |               |
| Hugo Motta              | PMDB    | PMDB                                                                                 | 123.686        |                                                                                |               |
| Wellington Roberto      | PR      | PSDB / PEN / PR / PTB / PSD / SD / PMN / PPS / PT do B / PTN / PRB / PSDC / PSC / PP | 104.799        |                                                                                |               |
| Efraim Filho            | DEM     | PSDB / PEN / PR / PTB / PSD / SD / PMN / PPS / PT do B / PTN / PRB / PSDC / PSC / PP | 103.477        |                                                                                |               |
| Wilson Filho            | PTB     | PSDB / PEN / PR / PTB / PSD / SD / PMN / PPS / PT do B / PTN / PRB / PSDC / PSC / PP | 95.746         |                                                                                |               |
| Marcondes Gadelha       | PSC     | PSDB / PEN / PR / PTB / PSD / SD / PMN / PPS / PT do B / PTN / PRB / PSDC / PSC / PP | 60.435         | Suplente de Rômulo Gouveia, falecido.                                          | [ 15 ] [ 16 ] |
| Luiz Couto              | PT      | PSB / DEM / PRTB / PDT / PRP / PV / PT / PSL / PCdoB / PHS / PPL                     | 69.922         |                                                                                |               |
| Damião Feliciano        | PDT     | PSB / DEM / PRTB / PDT / PRP / PV / PT / PSL / PCdoB / PHS / PPL                     | 69.922         |                                                                                |               |
| Benjamin Maranhão       | SD      | PSDB / PEN / PR / PTB / PSD / SD / PMN / PPS / PT do B / PTN / PRB / PSDC / PSC / PP | 63.433         |                                                                                |               |
| André Amaral            | PMDB    | PMDB                                                                                 | 6.552          | Suplente de Manoel Junior (PMDB), eleito vice-prefeito de João Pessoa em 2016. | [ 17 ]        |

### Paraná
| Nome                       | Partido                       | Coligação                                             | Votos nominais | Notas                                                                      | Ref   |
| -------------------------- | ----------------------------- | ----------------------------------------------------- | -------------- | -------------------------------------------------------------------------- | ----- |
| Christiane Yared           | PTN                           | PT / PDT / PRB / PTN / PC do B                        | 200.144        |                                                                            |       |
| Alex Canziani              | PTB                           | PSDC / PEN / PTB / PHS / PMN / PROS                   | 187.475        |                                                                            |       |
| Valdir Rossoni             | PSDB                          | PSDB / DEM / PR / PSC / PT do B / PP / SD / PSD / PPS | 177.324        | Substituído por Nelson Padovani                                            | [ 5 ] |
| João Arruda                | PMDB                          | sem coligação                                         | 176.370        |                                                                            |       |
| Takayama                   | PSC                           | PSDB / DEM / PR / PSC / PT do B / PP / SD / PSD / PPS | 162.952        |                                                                            |       |
| Delegado Francischini      | SD                            | PSDB / DEM / PR / PSC / PT do B / PP / SD / PSD / PPS | 159.569        | Licenciado em 3 de fevereiro de 2015, substituído por Osmar Bertoldi (DEM) |       |
| Luciano Ducci              | PSB                           | sem coligação                                         | 156.263        |                                                                            |       |
| Zeca Dirceu                | PT                            | PT / PDT / PRB / PTN / PC do B                        | 155.583        |                                                                            |       |
| Dilceu Sperafico           | PP                            | PSDB / DEM / PR / PSC / PT do B / PP / SD / PSD / PPS | 151.930        |                                                                            |       |
| Hermes Frangão Parcianello | PMDB                          | sem coligação                                         | 150.213        |                                                                            |       |
| Giacobo                    | PR                            | PSDB / DEM / PR / PSC / PT do B / PP / SD / PSD / PPS | 144.305        |                                                                            |       |
| Marcelo Belinati           | PP                            | PSDB / DEM / PR / PSC / PT do B / PP / SD / PSD / PPS | 137.817        |                                                                            |       |
| Osmar Serraglio            | PMDB                          | sem coligação                                         | 117.048        |                                                                            |       |
| Sandro Alex                | PPS                           | PSDB / DEM / PR / PSC / PT do B / PP / SD / PSD / PPS | 116.909        |                                                                            |       |
| Ricardo Barros             | PP                            | PSDB / DEM / PR / PSC / PT do B / PP / SD / PSD / PPS | 114.396        | Licenciado desde 2016. Substituído por Reinhold Stephanes                  | [ 5 ] |
| Enio Verri                 | PT                            | PT / PDT / PRB / PTN / PCdoB                          | 107.508        |                                                                            |       |
| Luiz Nishimori             | PR                            | PSDB / DEM / PR / PSC / PT do B / PP / SD / PSD / PPS | 106.852        |                                                                            |       |
| Nelson Meurer              | PP                            | PSDB / DEM / PR / PSC / PT do B / PP / SD / PSD / PPS | 106.478        |                                                                            |       |
| Rubens Bueno               | PPS                           | PSDB / DEM / PR / PSC / PT do B / PP / SD / PSD / PPS | 95.841         |                                                                            |       |
| Evandro Roman              | PSD                           | PSDB / DEM / PR / PSC / PT do B / PP / SD / PSD / PPS | 92.042         |                                                                            |       |
| Luiz Carlos Hauly          | PSDB                          | PSDB / DEM / PR / PSC / PT do B / PP / SD / PSD / PPS | 86.439         |                                                                            |       |
| Edmar Arruda               | PSC                           | PSDB / DEM / PR / PSC / PT do B / PP / SD / PSD / PPS | 85.155         |                                                                            |       |
| Aliel Machado              | REDE (eleito pelo PC do B)    | PT / PDT / PRB / PTN / PC do B                        | 82.886         |                                                                            |       |
| Alfredo Kaefer             | sem partido (eleito pelo PSL) | PSDB / DEM / PR / PSC / PT do B / PP / SD / PSD / PPS | 82.554         | Foi expulso do PSL                                                         |       |
| Leandre                    | PV                            | PV / PPL                                              | 81.181         |                                                                            |       |
| Sérgio Souza               | PMDB                          | sem coligação                                         | 77.699         |                                                                            |       |
| Assis do Couto             | PDT (eleito pelo PT)          | PT / PDT / PRB / PTN / PC do B                        | 76.116         |                                                                            |       |
| Toninho Wandscheer         | PT                            | PT / PDT / PRB / PTN / PC do B                        | 71.822         |                                                                            |       |
| Diego Garcia               | PHS                           | PSDC / PEN / PTB / PHS / PMN / PROS                   | 61.063         |                                                                            |       |
| Leopoldo Meyer             | PSB                           | sem coligação                                         | 59.974         |                                                                            |       |

### Pernambuco
| Nome                   | Partido                   | Coligação                                                                                   | Votos nominais | Notas                                                                                  | Ref   |
| ---------------------- | ------------------------- | ------------------------------------------------------------------------------------------- | -------------- | -------------------------------------------------------------------------------------- | ----- |
| Eduardo da Fonte       | PP                        | PSB / PMDB / PC do B / PV / PR / PSD / PPS / PSDB / SD / PPL / DEM / PROS / PP / PEN / PTC  | 283.567        |                                                                                        |       |
| Pastor Eurico          | PSB                       | PSB / PMDB / PC do B / PV / PR / PSD / PPS / PSDB / SD / PPL / DEM / PROS / PP / PEN / PTC  | 233.762        |                                                                                        |       |
| Jarbas Vasconcelos     | PMDB                      | PSB / PMDB / PC do B / PV / PR / PSD S/ PPS / PSDB / SD / PPL / DEM / PROS / PP / PEN / PTC | 227.470        |                                                                                        |       |
| Felipe Carreras        | PSB                       | PSB / PMDB / PC do B / PV / PR / PSD / PPS / PSDB / SD / PPL / DEM / PROS / PP / PEN / PTC  | 187.348        | Licenciado, foi substituído por Carlos Eduardo Cadoca (PDT)                            |       |
| Augusto Coutinho       | SD                        | PSB / PMDB / PC do B / PV / PR / PSD / PPS / PSDB / SD / PPL / DEM / PROS / PP / PEN / PTC  |                | Suplente de Anderson Ferreira (PR)                                                     |       |
| Daniel Coelho          | PSDB                      | PSB / PMDB / PC do B / PV / PR / PSD / PPS / PSDB / SD / PPL / DEM / PROS / PP / PEN / PTC  | 138.825        |                                                                                        |       |
| Bruno Araújo           | PSDB                      | PSB / PMDB / PC do B / PV / PR / PSD / PPS / PSDB / SD / PPL / DEM / PROS / PP / PEN / PTC  | 131.768        | Licenciado em 3 de agosto de 2017, substituído pelo 2º suplente Fernando Monteiro (PP) | [ 5 ] |
| João Fernando Coutinho | PSB                       | PSB / PMDB / PC do B / PV / PR / PSD / PPS / PSDB / SD / PPL / DEM / PROS / PP / PEN / PTC  | 120.059        |                                                                                        |       |
| Sebastião Oliveira     | PR                        | PSB / PMDB / PC do B / PV / PR / PSD / PPS / PSDB / SD / PPL / DEM / PROS / PP / PEN / PTC  | 115.926        | Licenciado em 4 de agosto de 2017, substituído por Guilherme Coelho (PSDB)             | [ 5 ] |
| Danilo Cabral          | PSB                       | PSB / PMDB / PC do B / PV / PR / PSD / PPS / PSDB / SD / PPL / DEM / PROS / PP / PEN / PTC  | 113.588        | Licenciado em 4 de fevereiro de 2015, substituído por Augusto Coutinho (SD)            |       |
| Fernando Filho         | PSB                       | PSB / PMDB / PC do B / PV / PR / PSD / PPS / PSDB / SD / PPL / DEM / PROS / PP / PEN / PTC  | 112.684        | Licenciado em 3 de agosto de 2017, substituído pela 5ª suplente Creuza Pereira         | [ 5 ] |
| Silvio Costa           | PT do B (eleito pelo PSC) | PTB / PT / PSC / PDT / PRB / PT do B                                                        | 103.461        |                                                                                        |       |
| Tadeu Alencar          | PSB                       | PSB / PMDB / PC do B / PV / PR / PSD / PPS / PSDB / SD / PPL / DEM / PROS / PP / PEN / PTC  | 102.669        |                                                                                        |       |
| Gonzaga Patriota       | PSB                       | PSB / PMDB / PC do B / PV / PR / PSD / PPS / PSDB / SD / PPL / DEM / PROS / PP / PEN / PTC  | 101.452        |                                                                                        |       |
| André de Paula         | PSD                       | PSB / PMDB / PC do B / PV / PR / PSD / PPS / PSDB / SD / PPL / DEM / PROS / PP / PEN / PTC  | 100.875        | Licenciado em 9 de fevereiro de 2015, substituído por Raul Jungmann (PPS)              |       |
| Adalberto Cavalcanti   | PTB                       | PTB / PT / PSC / PDT / PRB / PT do B                                                        | 99.912         |                                                                                        |       |
| Marinaldo Rosendo      | PSB                       | PSB / PMDB / PC do B / PV / PR / PSD / PPS / PSDB / SD / PPL / DEM / PROS / PP / PEN / PTC  | 97.380         |                                                                                        |       |
| Betinho Gomes          | PSDB                      | PSB / PMDB / PC do B / PV / PR / PSD / PPS / PSDB / SD / PPL / DEM / PROS / PP / PEN / PTC  | 97.269         |                                                                                        |       |
| Zeca Cavalcanti        | PTB                       | PTB / PT / PSC / PDT / PRB / PT do B                                                        | 97.057         |                                                                                        |       |
| Ricardo Teobaldo       | PTB                       | PTB / PT / PSC / PDT / PRB / PT do B                                                        | 92.262         |                                                                                        |       |
| Mendonça Filho         | DEM                       | PSB / PMDB / PC do B / PV / PR / PSD / PPS / PSDB / SD / PPL / DEM / PROS / PP / PEN / PTC  | 88.250         | licenciado em 3 de agosto de 2017, substituído pelo 6º suplente Severino Ninho (PSB)   | [ 5 ] |
| Wolney Queiroz         | PDT                       | PTB / PT / PSC / PDT / PRB / PT do B                                                        | 86.739         |                                                                                        |       |
| Jorge Côrte Real       | PTB                       | PTB / PT / PSC / PDT / PRB / PT do B                                                        | 86.023         |                                                                                        |       |
| Luciana Santos         | PCdoB                     | PSB / PMDB / PC do B / PV / PR / PSD / PPS / PSDB / SD / PPL / DEM / PROS / PP / PEN / PTC  | 85.053         |                                                                                        |       |
| Kaio Maniçoba          | PMDB (eleito pelo PHS)    | PSDC / PTN / PRP / PSL / PHS / PRTB                                                         | 28.585         | Licenciado em 13 de julho de 2017, substituído por Luciano Bivar (PSL)                 | [ 5 ] |

### Piauí
| Nome              | Partido | Coligação                                                                              | Votos nominais | Notas                                                                                   | Ref   |
| ----------------- | ------- | -------------------------------------------------------------------------------------- | -------------- | --------------------------------------------------------------------------------------- | ----- |
| Rejane Dias       | PT      | PT / PP / PTB / PHS / PR / PROS / PRP / SD                                             | 134.157        | Licenciada em 21 de outubro de 2016, substituída pelo 3º suplente, José Maia Filho (PP) | [ 5 ] |
| Átila Lira        | PSB     | PMDB / PTN / PTC / PDT / PSB / PSD / PRB / DEM / PSDC / PT do B / PC do B / PPS / PSDB | 129.276        |                                                                                         |       |
| Iracema Portela   | PP      | PT / PP / PTB / PHS / PR / PROS / PRP / SD                                             | 121.121        |                                                                                         |       |
| Marcelo Castro    | PMDB    | PMDB / PTN / PTC / PDT / PSB / PSD / PRB / DEM / PSDC / PT do B / PC do B / PPS / PSDB | 111.132        |                                                                                         |       |
| Júlio César       | PSD     | PMDB / PTN / PTC / PDT / PSB / PSD / PRB / DEM / PSDC / PT do B / PC do B / PPS / PSDB | 99.750         |                                                                                         |       |
| Assis Carvalho    | PT      | PT / PP / PTB / PHS / PR / PROS / PRP / SD                                             | 94.093         |                                                                                         |       |
| Rodrigo Martins   | PSB     | PMDB / PTN / PTC / PDT / PSB / PSD / PRB / DEM / PSDC / PT do B / PC do B / PPS / PSDB | 92.349         |                                                                                         |       |
| Heráclito Fortes  | DEM     | PMDB / PTN / PTC / PDT / PSB / PSD / PRB / DEM / PSDC / PT do B / PC do B / PPS / PSDB | 90.898         |                                                                                         |       |
| Paes Landim       | PTB     | PT / PP / PTB / PHS / PR / PROS / PRP / SD                                             | 82.549         |                                                                                         |       |
| Fábio Abreu Costa | PTB     | PT / PP / PTB / PHS / PR / PROS / PRP / SD                                             | 80.839         | Licenciado em 21 de outubro de 2016, substituído por Silas Freire (PODE)                | [ 5 ] |

### Rio de Janeiro
| Nome                 | Partido  | Coligação                   | Votos nominais | Nota | Ref           |
| -------------------- | -------- | --------------------------- | -------------- | --- | ------------- |
| Jair Bolsonaro       | PSL      | PMDB / PP / PSC / PSD / PTB | 464.572        | Eleito pelo PP, foi filiado ao PSC entre 2016 e 2017.                                                                                        | [ 18 ]        |
| Clarissa Garotinho   | PRB      | PR / PROS                   | 335.061        | Eleita pelo PR. Licenciada em 1 de janeiro de 2017, substituída pelo 2º suplente Dejorge Patrício (PRB).                                     | [ 18 ]        |
| Chico Alencar        | PSOL     | PSOL                        | 195.964        | | [ 18 ]        |
| Leonardo Picciani    | PMDB     | PMDB / PP / PSC / PSD / PTB | 180.741        | Licenciado em 3 de agosto de 2017, substituído por José Augusto Nalin (DEM).                                                                 | [ 18 ] [ 19 ] |
| Pedro Paulo          | DEM      | PMDB / PP / PSC / PSD / PTB | 162.403        | Eleito pelo PMDB | [ 20 ] [ 21 ] |
| Jean Wyllys          | PSOL     | PSOL                        | 144.770        | | [ 18 ]        |
| Roberto Sales        | PRB      | PRB                         | 124.087        | | [ 18 ]        |
| Marco Antônio Cabral | PMDB     | PMDB / PP / PSC / PSD / PTB | 119.584        | Licenciado em 2 de março de 2015, substituído por Marquinho Mendes (PMDB).                                                                   | [ 18 ]        |
| Otavio Leite         | PSDB     | PSDB / PPS / DEM            | 106.398        | | [ 18 ]        |
| Felipe Bornier       | PROS     | PMDB / PP / PSC / PSD / PTB | 105.517        | | [ 18 ]        |
| Sóstenes Cavalcante  | DEM      | PMDB / PP / PSC / PSD / PTB | 104.697        | | [ 18 ]        |
| Rosângela Gomes      | PRB      | PRB                         | 101.686        | | [ 22 ]        |
| Júlio Lopes          | PP       | PMDB / PP / PSC / PSD / PTB | 96.796         | | [ 18 ]        |
| Indio da Costa       | PSD      | PMDB / PP / PSC / PSD / PTB | 91.523         | Licenciado em 1 de janeiro de 2017, foi substituído pelo 6º suplente Wilson Beserra (PMDB).                                                  | [ 18 ]        |
| Alessandro Molon     | PSB      | PT / PSB / PCdoB            | 87.003         | Eleito pelo PT | [ 18 ]        |
| Hugo Leal            | PSB      | PT / PSB / PCdoB            | 85.449         | | [ 18 ]        |
| Glauber Braga        | PSOL     | PT / PSB / PCdoB            | 82.236         | Eleito pelo PSB | [ 18 ]        |
| Cristiane Brasil     | PTB      | PMDB / PP / PSC / PSD / PTB | 81.817         | | [ 18 ]        |
| Jandira Feghali      | PCdoB    | PT / PSB / PCdoB            | 68.531         | | [ 18 ]        |
| Simão Sessim         | PP       | PMDB / PP / PSC / PSD / PTB | 58.825         | | [ 18 ]        |
| Celso Pansera        | PT       | PMDB / PP / PSC / PSD / PTB | 58.534         | | [ 18 ]        |
| Miro Teixeira        | REDE     | PR / PROS                   | 58.409         | Eleito pelo PROS | [ 18 ]        |
| Áureo Ribeiro        | SD       | SD / PSL                    | 58.117         | | [ 18 ]        |
| Sergio Zveiter       | DEM      | PMDB / PP / PSC / PSD / PTB | 57.587         | Eleito pelo PSD | [ 18 ]        |
| Arolde de Oliveira   | PSC      | PMDB / PP / PSC / PSD / PTB | 55.380         | Eleito pelo PSD. Licenciado em 9 de março de 2015, substituído por Walney Rocha (PTB).                                                       | [ 22 ]        |
| Rodrigo Maia         | DEM      | PSDB / PPS / DEM            | 53.167         | | [ 18 ]        |
| Chico d'Ângelo       | PDT      | PT / PSB / PCdoB            | 52.809         | | [ 18 ]        |
| Cabo Daciolo         | PEN      | PSOL                        | 49.831         | Eleito pelo PSOL | [ 18 ]        |
| Luiz Sérgio          | PT       | PT / PSB / PCdoB            | 48.903         | | [ 18 ]        |
| Alexandre Serfiotis  | PMDB     | PMDB / PP / PSC / PSD / PTB | 48.879         | Eleito pelo PSD | [ 18 ]        |
| Deley                | PTB      | PMDB / PP / PSC / PSD / PTB | 48.874         | | [ 18 ]        |
| Soraya Santos        | PR       | PMDB / PP / PSC / PSD / PTB | 48.204         | | [ 18 ]        |
| Benedita da Silva    | PT       | PT / PSB / PCdoB            | 48.163         | | [ 18 ]        |
| Paulo Feijó          | PR       | PR / PROS                   | 48.058         | | [ 18 ]        |
| Marcelo Matos        | PDT      | PDT                         | 47.370         | | [ 18 ]        |
| Francisco Floriano   | PR       | PR / PROS                   | 47.157         | | [ 18 ]        |
| Marcos Soares        | DEM      | PR / PROS                   | 44.440         | Eleito pelo PR | [ 18 ]        |
| Walney Rocha         | Patriota | PMDB / PP / PSC / PSD / PTB | 43.656         | Eleito pelo PTB | [ 18 ]        |
| Altineu Côrtes       | PMDB     | PR / PROS                   | 40.593         | Eleito pelo PR | [ 18 ]        |
| Wadih Damous         | PT       | PT / PSB / PCdoB            | 37.814         | 1º suplente, já havia assumido antes, temporariamente, mas tornou-se titular com a renúncia de Fabiano Horta                                 | [ 18 ]        |
| Celso Jacob          | PMDB     | PMDB / PP / PSC / PSD / PTB | 36.614         | 4º suplente, assumiu com a licença de Marco Antônio Cabral, a cassação de Eduardo Cunha e as renúncias de Fernando Jordão e Washington Reis. | [ 18 ]        |
| Ezequiel Teixeira    | PTN      | SD / PSL                    | 35.701         | Eleito pelo SD, foi filiado ao PMB entre 2015 e 2016.                                                                                        | [ 18 ]        |
| Marcelo Delaroli     | PR       | PR / PROS                   | 33.743         | 1º suplente, assumiu com a renúncia de Dr. João (PR).                                                                                        | [ 18 ]        |
| Luiz Carlos Ramos    | PR       | PSDC / PMN / PTC            | 33.221         | Eleito pelo PSDC. Licenciado por 2 meses, foi substituído por Lourival Gomes (PSDC).                                                         | [ 18 ] [ 23 ] |
| Alexandre Valle      | PR       | PRP / PRTB / PPL            | 26.526         | Eleito pelo PRP | [ 18 ]        |
| Nelson Nahim         | PSD      | PMDB / PP / PSC / PSD / PTB | 25.872         | Assumiu em 4 de janeiro de 2017. | [ 18 ] [ 24 ] |

### Rio Grande do Norte
| Nome            | Partido | Coligação                                                                                                  | Votos nominais | Nota             | Ref    |
| --------------- | ------- | --- | -------------- | ---------------- | ------ |
| Walter Alves    | MDB     | PMDB / PR / PSB / DEM / PSDB / SD / PROS / PDT / PPS / PTB / PRB / PSC / PV / PHS / PMN / PSDC / PRP / PTN | 191.064        |                  |        |
| Rafael Motta    | PSB     | PMDB / PR / PSB / DEM / PSDB / SD / PROS / PDT / PPS / PTB / PRB / PSC / PV / PHS / PMN / PSDC / PRP / PTN | 112.998        | Eleito pelo PROS |        |
| Fábio Faria     | PSD     | PSD / PCdoB / PT / PP / PTC / PEN / PRTB / PPL / PTdoB                                                     | 166.427        |                  |        |
| Zenaide Maia    | PR      | PMDB / PR / PSB / DEM / PSDB / SD / PROS / PDT / PPS / PTB / PRB / PSC / PV / PHS / PMN / PSDC / PRP / PTN | 134.588        |                  |        |
| Felipe Maia     | DEM     | PMDB / PR / PSB / DEM / PSDB / SD / PROS / PDT / PPS / PTB / PRB / PSC / PV / PHS / PMN / PSDC / PRP / PTN | 113.722        |                  |        |
| Rogério Marinho | PSDB    | PMDB / PR / PSB / DEM / PSDB / SD / PROS / PDT / PPS / PTB / PRB / PSC / PV / PHS / PMN / PSDC / PRP / PTN | 81.534         |                  |        |
| Antônio Jácome  | PTN     | PMDB / PR / PSB / DEM / PSDB / SD / PROS / PDT / PPS / PTB / PRB / PSC / PV / PHS / PMN / PSDC / PRP / PTN | 71.555         | Eleito pelo PMN  | [ 25 ] |
| Beto Rosado     | PP      | PSD / PCdoB / PT / PP / PTC / PEN / PRTB / PPL / PTdoB                                                     | 64.445         |                  |        |

### Rio Grande do Sul
| Nome                    | Partido     | Coligação                                    | Votos nominais | Notas                                                                       | Ref   |
| ----------------------- | ----------- | -------------------------------------------- | -------------- | --------------------------------------------------------------------------- | ----- |
| Luis Carlos Heinze      | PP          | PP / PRB / SD / PSDB                         | 162.462        |                                                                             |       |
| Danrlei de Deus Goleiro | PSD         | PSB / PPS / PSD / PT do B / PHS / PSL / PSDC | 158.973        |                                                                             |       |
| Alceu Moreira           | PMDB        | sem coligação                                | 152.421        |                                                                             |       |
| Giovani Feltes          | PMDB        | sem coligação                                | 151.406        | Licenciado em 24 de fevereiro de 2015, substituído por José Fogaça (PMDB)   | [ 5 ] |
| Onyx Lorenzoni          | DEM         | PDT / PSC / PV / PEN / DEM                   | 148.302        |                                                                             |       |
| Paulo Pimenta           | PT          | sem coligação                                | 140.868        |                                                                             |       |
| Marco Maia              | PT          | sem coligação                                | 133.639        |                                                                             |       |
| Afonso Hamm             | PP          | PP / PRB / SD / PSDB                         | 132.202        |                                                                             |       |
| Luiz Carlos Busato      | PTB         | PTB / PC do B / PR / PPL / PROS / PTC        | 130.807        |                                                                             |       |
| Henrique Fontana        | PT          | sem coligação                                | 128.981        |                                                                             |       |
| Maria do Rosário        | PT          | sem coligação                                | 127.919        |                                                                             |       |
| Osmar Terra             | PMDB        | sem coligação                                | 120.755        | Licenciado em 3 de agosto de 2017, substituído por Jones Martins (PMDB)     | [ 5 ] |
| Márcio Biolchi          | PMDB        | sem coligação                                | 119.190        | Licenciado em 24 de fevereiro de 2015, substituído por Mauro Pereira (PMDB) | [ 5 ] |
| Dionilso Mateus Marcon  | PT          | sem coligação                                | 116.178        |                                                                             |       |
| Giovani Cherini         | Sem partido | PDT / PSC / PV / PEN / DEM                   | 115.294        |                                                                             |       |
| Jerônimo Goergen        | PP          | PP / PRB / SD / PSDB                         | 115.173        |                                                                             |       |
| Sérgio Moraes           | PTB         | PTB / PC do B / PR / PPL / PROS / PTC        | 115.155        |                                                                             |       |
| Covatti Filho           | PP          | PP / PRB / SD / PSDB                         | 115.131        |                                                                             |       |
| Darcísio Perondi        | PMDB        | sem coligação                                | 109.864        |                                                                             |       |
| Pepe Vargas             | PT          | sem coligação                                | 109.469        | Licenciado em 10 de abril de 2015, substituído por Fernando Marroni (PT)    |       |
| João Derly              | REDE        | PTB / PC do B / PR / PPL / PROS / PTC        | 106.991        |                                                                             |       |
| Renato Molling          | PP          | PP / PRB / SD / PSDB                         | 102.770        |                                                                             |       |
| Heitor Schuch           | PSB         | PSB / PPS / PSD / PT do B / PHS / PSL / PSDC | 101.243        |                                                                             |       |
| Elvino Bohn Gass        | PT          | sem coligação                                | 100.841        |                                                                             |       |
| Fernando Marroni        | PT          | sem coligação                                | 94.275         |                                                                             |       |
| Carlos Gomes            | PRB         | PP / PRB / SD / PSDB                         | 92.323         |                                                                             |       |
| Pompeo de Mattos        | PDT         | PDT / PSC / PV / PEN / DEM                   | 91.849         |                                                                             |       |
| Afonso Motta            | PDT         | PDT / PSC / PV / PEN / DEM                   | 90.917         |                                                                             |       |
| Ronaldo Nogueira        | PTB         | PTB / PC do B / PR / PPL / PROS / PTC        | 77.017         | Licenciado em 3 de fevereiro de 2017, substituído por Assis Melo (PC do B)  | [ 5 ] |
| Yeda Crusius            | PSDB        | PP / PRB / SD / PSDB                         |                |                                                                             |       |
| José Luiz Stedile       | PSB         | PSB / PPS / PSD / PT do B / PHS / PSL / PSDC | 60.523         |                                                                             |       |

### Rondônia
| Nome             | Partido | Coligação                                                            | Votos nominais |
| ---------------- | ------- | -------------------------------------------------------------------- | -------------- |
| Marinha Raupp    | PMDB    | PMDB / PRTB / PC do B / PDT / PRP / PSB / PTB / PSL / PTN            | 61.419         |
| Marcos Rogério   | PDT     | PMDB / PRTB / PC do B / PDT / PRP / PSB / PTB / PSL / PTN            | 60.780         |
| Mariana Carvalho | PSDB    | PSDB / PSDC / PSD / PEN / SD / PHS / PSC / PMN / PT do B / PRB / DEM | 60.324         |
| Nilton Capixaba  | PTB     | PMDB / PRTB / PC do B / PDT / PRP / PSB / PTB / PSL / PTN            | 42.353         |
| Lúcio Mosquini   | PMDB    | PMDB / PRTB / PC do B / PDT / PRP / PSB / PTB / PSL / PTN            | 40.595         |
| Luiz Cláudio     | PR      | PP / PR / PPS / PTC / PV / PROS                                      | 33.737         |
| Expedito Netto   | PSD     | PSDB / PSDC / PSD / PEN / SD / PHS / PSC / PMN / PT do B / PRB / DEM | 25.691         |
| Lindomar Garçon  | PMDB    | PMDB / PRTB / PC do B / PDT / PRP / PSB / PTB / PSL / PTN            | 24.146         |

### Roraima
| Nome                 | Partido | Coligação                                                       | Votos nominais | Nota             | Ref |
| -------------------- | ------- | --------------------------------------------------------------- | -------------- | ---------------- | --- |
| Shéridan Oliveira    | PSDB    | PSDB / PR / PRB / PSD / SD / PROS / PRP / PMDB / PSB / PTN      | 35.555         |                  |     |
| Johnathan de Jesus   | PRB     | PSDB / PR / PRB / PSD / SD / PROS / PRP / PMDB / PSB / PTN      | 20.677         |                  |     |
| Remídio Monai        | PR      | PSDB / PR / PRB / PSD / SD / PROS / PRP / PMDB / PSB / PTN      | 15.492         |                  |     |
| Édio Lopes           | PR      | PSDB / PR / PRB / PSD / SD / PROS / PRP / PMDB / PSB / PTN      | 15.290         | Eleito pelo PMDB |     |
| Hiran Gonçalves      | PP      | PRTB / PHS / PPL / PMN / PEN / PSDC / PT do B / PSC / PSL / PPS | 9.048          | Eleito pelo PMN  |     |
| Abel Mesquita Júnior | DEM     | PT / PDT / PV / PTC / PCdoB                                     | 8.834          | Eleito pelo PDT  |     |
| Maria Helena         | PSB     | PSDB / PR / PRB / PSD / SD / PROS / PRP / PMDB / PSB / PTN      | 7.481          |                  |     |
| Carlos Andrade       | PHS     | PRTB / PHS / PPL / PMN / PEN / PSDC / PTdoB / PSC / PSL / PPS   | 6.733          |                  |     |

### Santa Catarina
| Nome                  | Partido | Coligação                                                                  | Votos nominais | Notas                                                               | Ref |
| --------------------- | ------- | -------------------------------------------------------------------------- | -------------- | ------------------------------------------------------------------- | --- |
| Esperidião Amin       | PP      | PP / PPS / PRTB / PHS / PSDB / PEN / SD / PTC / PSB                        | 229.668        |                                                                     |     |
| João Rodrigues        | PSD     | PSD / PC do B / PV / PMDB / PR / PTB / PSC / PSDC / PROS / PRB / PDT / DEM | 221.409        |                                                                     |     |
| Mauro Mariani         | PMDB    | PSD / PC do B / PV / PMDB / PR / PTB / PSC / PSDC / PROS / PRB / PDT / DEM | 195.942        |                                                                     |     |
| Jorginho Mello        | PR      | PSD / PC do B / PV / PMDB / PR / PTB / PSC / PSDC / PROS / PRB / PDT / DEM | 140.839        |                                                                     |     |
| Peninha               | PMDB    | PSD / PC do B / PV / PMDB / PR / PTB / PSC / PSDC / PROS / PRB / PDT / DEM | 137.784        |                                                                     |     |
| Pedro Uczai           | PT      | sem coligação                                                              | 135.439        |                                                                     |     |
| Marco Tebaldi         | PSDB    | PP / PPS / PRTB / PHS / PSDB / PEN / SD / PTC / PSB                        | 135.042        |                                                                     |     |
| João Paulo Kleinübing | DEM     | PSD / PC do B / PV / PMDB / PR / PTB / PSC / PSDC / PROS / PRB / PDT / DEM | 132.349        | Licenciado em 2 de março de 2015, substituído por Edinho Bez (PMDB) |     |
| Jorge Boeira          | PP      | PP / PPS / PRTB / PHS / PSDB / PEN / SD / PTC / PSB                        | 123.770        |                                                                     |     |
| Valdir Colatto        | PMDB    | PSD / PC do B / PV / PMDB / PR / PTB / PSC / PSDC / PROS / PRB / PDT / DEM | 115.431        |                                                                     |     |
| Décio Lima            | PT      | sem coligação                                                              | 112.366        |                                                                     |     |
| Cesar Souza           | PSD     | PSD / PC do B / PV / PMDB / PR / PTB / PSC / PSDC / PROS / PRB / PDT / DEM | 110.777        |                                                                     |     |
| Celso Maldaner        | PMDB    | PSD / PC do B / PV / PMDB / PR / PTB / PSC / PSDC / PROS / PRB / PDT / DEM | 110.436        |                                                                     |     |
| Ronaldo Benedet       | PMDB    | PSD / PC do B / PV / PMDB / PR / PTB / PSC / PSDC / PROS / PRB / PDT / DEM | 105.303        |                                                                     |     |
| Carmen Zanotto        | PPS     | PP / PPS / PRTB / PHS / PSDB / PEN / SD / PTC / PSB                        | 78.607         |                                                                     |     |
| Geovânia de Sá        | PSDB    | PP / PPS / PRTB / PHS / PSDB / PEN / SD / PTC / PSB                        | 52.757         |                                                                     |     |

### São Paulo
| Nome                     | Partido | Coligação                       | Votos nominais    | Notas                                                                                         | Ref          |
| ------------------------ | ------- | ------------------------------- | ----------------- | --------------------------------------------------------------------------------------------- | ------------ |
| Celso Russomanno         | PRB     | sem coligação                   | 1.524.361 (7,26%) |                                                                                               |              |
| Tiririca                 | PR      | sem coligação                   | 1.016.796 (4,78%) |                                                                                               |              |
| Marco Feliciano          | PSC     | sem coligação                   | 398.087 (1,87%)   | Se transferiu para o PODE                                                                     | [ 26 ]       |
| Bruno Covas              | PSDB    | PSDB / DEM / PPS                | 352.708 (1,66%)   | Eleito vice-prefeito de São Paulo em 2016, renunciou em prol de Mendes Thame (PV)             | [ 27 ]       |
| Rodrigo Garcia           | DEM     | PSDB / DEM / PPS                | 336.151 (1,60%)   | Licenciado em 19/03/2015, substituído pelo 4º suplente Roberto Freire (PPS)                   | [ 5 ]        |
| Carlos Sampaio           | PSDB    | PSDB / DEM / PPS                | 295.623 (1,41%)   |                                                                                               |              |
| Duarte Nogueira          | PSDB    | PSDB / DEM / PPS                | 254.051 (1,19%)   | Eleito prefeito de Ribeirão Preto em 2016, renunciou em prol de Lobbe Neto (PSDB)             | [ 28 ]       |
| Paulo Maluf              | PP      | PMDB / PROS / PP / PSD          | 250.296 (1,18%)   | Cassado em 21/08/2018, deu lugar para Junji Abe (MDB)                                         | [ 29 ]       |
| Ricardo Tripoli          | PSDB    | PSDB / DEM / PPS                | 233.806 (1,11%)   |                                                                                               |              |
| Samuel Moreira           | PSDB    | PSDB / DEM / PPS                | 227.210 (1,08%)   | Licenciado em 4/04/2016, substituído pelo 6º suplente Izaque Silva                            | [ 5 ] [ 30 ] |
| Paulinho da Força        | SD      | sem coligação                   | 227.186 (1,08%)   |                                                                                               |              |
| Baleia Rossi             | PMDB    | PMDB / PROS / PP / PSD          | 208.352 (0,99%)   |                                                                                               |              |
| Eduardo Cury             | PSDB    | PSDB / DEM / PPS                | 185.638 (0,88%)   |                                                                                               |              |
| Márcio Alvino            | PR      | sem coligação                   | 179.950 (0,86%)   |                                                                                               |              |
| Major Olímpio            | SD      | sem coligação                   | 179.196 (0,85%)   | Se transferiu para o PSL                                                                      | [ 31 ]       |
| Jorge Tadeu Mudalen      | DEM     | PSDB / DEM / PPS                | 178.771 (0,85%)   |                                                                                               |              |
| Bruna Furlan             | PSDB    | PSDB / DEM / PPS                | 178.606 (0,85%)   |                                                                                               |              |
| Luiza Erundina           | PSB     | sem coligação                   | 177.279 (0,84%)   | Se transferiu para o PSOL                                                                     | [ 32 ]       |
| Vitor Lippi              | PSDB    | PSDB / DEM / PPS                | 176.153 (0,84%)   |                                                                                               |              |
| Silvio Torres            | PSDB    | PSDB / DEM / PPS                | 175.310 (0,83%)   |                                                                                               |              |
| Andrés Sanchez           | PT      | PT / PC do B                    | 169.834 (0,81%)   |                                                                                               |              |
| Ivan Valente             | PSOL    | PSOL / PSTU                     | 168.928 (0,79%)   |                                                                                               |              |
| Miguel Haddad            | PSDB    | PSDB / DEM / PPS                | 168.278 (0,79%)   |                                                                                               |              |
| Alex Manente             | PPS     | PSDB / DEM / PPS                | 164.760 (0,77%)   |                                                                                               |              |
| Jefferson Campos         | PSD     | PMDB / PROS / PP / PSD          | 161.790 (0,76%)   | Se transferiu para o PSB                                                                      | [ 33 ]       |
| Guilherme Mussi          | PP      | PMDB / PROS / PP / PSD          | 156.297 (0,73%)   |                                                                                               |              |
| Arnaldo Jardim           | PPS     | PSDB / DEM / PPS                | 155.278 (0,73%)   | Licenciado em 05/02/2015, substituído pelo 3º suplente Marcelo Aguiar (DEM)                   | [ 5 ]        |
| Mara Gabrilli            | PSDB    | PSDB / DEM / PPS                | 155.143 (0,73%)   |                                                                                               |              |
| Missionário José Olímpio | PP      | PMDB / PROS / PP / PSD          | 154.597 (0,73%)   | Se transferiu para o DEM                                                                      |              |
| Vanderlei Macris         | PSDB    | PSDB / DEM / PPS                | 148.449 (0,70%)   |                                                                                               |              |
| Carlos Zarattini         | PT      | PT / PC do B                    | 138.286 (0,65%)   |                                                                                               |              |
| Antonio Bulhões          | PRB     | sem coligação                   | 137.939 (0,65%)   |                                                                                               |              |
| Arlindo Chinaglia        | PT      | PT / PC do B                    | 135.772 (0,64%)   |                                                                                               |              |
| Eli Corrêa Filho         | DEM     | PSDB / DEM / PPS                | 134.138 (0,63%)   |                                                                                               |              |
| Roberto Alves            | PRB     | sem coligação                   | 130.516 (0,61%)   |                                                                                               |              |
| Ana Perugini             | PT      | PT / PC do B                    | 121.681 (0,58%)   |                                                                                               |              |
| Gilberto Nascimento      | PSC     | sem coligação                   | 120.044 (0,57%)   |                                                                                               |              |
| Vicente Cândido          | PT      | PT / PC do B                    | 117.652 (0,56%)   |                                                                                               |              |
| João Paulo Papa          | PSDB    | PSDB / DEM / PPS                | 117.590 (0,56%)   |                                                                                               |              |
| Milton Monti             | PR      | sem coligação                   | 115.942 (0,55%)   |                                                                                               |              |
| Floriano Pesaro          | PSDB    | PSDB / DEM / PPS                | 113.949 (0,54%)   | Licenciado em 03/02/2015, substituído por Mendes Thame (PV), e depois por Pollyana Gama (PPS) | [ 5 ] [ 27 ] |
| Ricardo Izar             | PSD     | PMDB / PROS / PP / PSD          | 113.547 (0,54%)   | Se transferiu para o PP                                                                       |              |
| Arnaldo Faria de Sá      | PTB     | sem coligação                   | 112.940 (0,54%)   | Se transferiu para o PP                                                                       |              |
| Edinho Araújo            | PMDB    | PMDB / PROS / PP / PSD          | 112.780 (0,54%)   | Eleito prefeito de São José do Rio Preto em 2016, renunciou em prol de Walter Ihoshi (PSD)    | [ 34 ]       |
| Nelson Marquezelli       | PTB     | sem coligação                   | 112.711 (0,54%)   |                                                                                               |              |
| Paulo Teixeira           | PT      | PT / PC do B                    | 111.301 (0,53%)   |                                                                                               |              |
| Paulo Freire Costa       | PR      | sem coligação                   | 111.300 (0,53%)   |                                                                                               |              |
| Alexandre Leite          | DEM     | PSDB / DEM / PPS                | 109.708 (0,52%)   |                                                                                               |              |
| Evandro Gussi            | PV      | sem coligação                   | 109.591 (0,52%)   |                                                                                               |              |
| Luiz Lauro Filho         | PSB     | sem coligação                   | 105.247 (0,50%)   |                                                                                               |              |
| Keiko Ota                | PSB     | sem coligação                   | 102.963 (0,49%)   |                                                                                               |              |
| Nilto Tatto              | PT      | PT / PC do B                    | 101.196 (0,48%)   |                                                                                               |              |
| Herculano Passos         | PSD     | PMDB / PROS / PP / PSD          | 92.583 (0,44%)    | Se transferiu para o MDB                                                                      |              |
| Antônio Goulart          | PSD     | PMDB / PROS / PP / PSD          | 92.546 (0,44%)    |                                                                                               |              |
| Orlando Silva            | PCdoB   | PT / PC do B                    | 90.641 (0,43%)    |                                                                                               |              |
| Flavinho                 | PSB     | sem coligação                   | 90.437 (0,43%)    | Se transferiu para o PSC                                                                      |              |
| Vicentinho               | PT      | PT / PC do B                    | 89.001 (0,42%)    |                                                                                               |              |
| Renata Abreu             | PTN     | PSL / PTN / PMN / PTC / PT do B | 86.647 (0,41%)    | Se transferiu para o PODE                                                                     |              |
| Valmir Prascidelli       | PT      | PT / PC do B                    | 84.419 (0,40%)    |                                                                                               |              |
| José Mentor              | PT      | PT / PC do B                    | 82.368 (0,39%)    |                                                                                               |              |
| Eduardo Bolsonaro        | PSC     | sem coligação                   | 82.224 (0,39%)    | Se transferiu para o PSL                                                                      |              |
| Vinicius Carvalho        | PRB     | sem coligação                   | 80.643 (0,38%)    |                                                                                               |              |
| Roberto de Lucena        | PV      | sem coligação                   | 67.191 (0,32%)    | Licenciado em 05/02/2015, substituído por José Luiz Penna (PV). Se transferiu para o PODE     |              |
| Sinval Malheiros         | PV      | sem coligação                   | 59.362 (0,28%)    | Se transferiu para o PODE                                                                     |              |
| Capitão Augusto          | PR      | sem coligação                   | 46.905 (0,22%)    |                                                                                               |              |
| Sérgio Reis              | PRB     | sem coligação                   | 45.330 (0,22%)    | Licenciado em 05/10/2016, substituído por Ricardo Bentinho (PRB)                              |              |
| Miguel Lombardi          | PR      | sem coligação                   | 32.080 (0,15%)    |                                                                                               |              |
| Beto Mansur              | PRB     | sem coligação                   | 31.301 (0,15%)    | Se transferiu para o MDB                                                                      |              |
| Marcelo Squasoni         | PRB     | sem coligação                   | 30.315 (0,14%)    |                                                                                               |              |
| Fausto Pinato            | PRB     | sem coligação                   | 22.097 (0,11%)    | Se transferiu para o PP                                                                       |              |

### Sergipe
| Nome             | Partido | Coligação                                                                                    | Votos nominais | Notas | Ref |
| ---------------- | ------- | -------------------------------------------------------------------------------------------- | -------------- | ----- | --- |
| Adelson Barreto  | PTB     | (Cassado) PP / PTB / PSL / PSC / PR / PPS / DEM / PHS / PTC / PV / PSDB / PEN / PT do B / SD | 131.236        |       |     |
| Laercio Oliveira | SD      | PP / PTB / PSL / PSC / PR / PPS / DEM / PHS / PTC / PV / PSDB / PEN / PT do B / SD           | 84.198         |       |     |
| Fábio Mitidieri  | PSD     | PT / PDT / PSB / PMDB / PC do B / PRP / PROS / PSD / PRB / PSDC                              | 83.401         |       |     |
| Fábio Reis       | PMDB    | PT / PDT / PSB / PMDB / PC do B / PRP / PROS / PSD / PRB / PSDC                              | 80.895         |       |     |
| Valadares Filho  | PSB     | PT / PDT / PSB / PMDB / PC do B / PRP / PROS / PSD / PRB / PSDC                              | 68.199         |       |     |
| Jony Marcos      | PRB     | PT / PDT / PSB / PMDB / PC do B / PRP / PROS / PSD / PRB / PSDC                              | 53.455         |       |     |
| João Daniel      | PT      | PT / PDT / PSB / PMDB / PC do B / PRP / PROS / PSD / PRB / PSDC                              | 52.959         |       |     |
| André Moura      | PSC     | PP / PTB / PSL / PSC / PR / PPS / DEM / PHS / PTC / PV / PSDB / PEN / PT do B / SD           | 71.523         |       |     |

### Tocantins
| Nome                   | Partido | Coligação                                                                                          | Votos nominais | Notas | Ref |
| ---------------------- | ------- | -------------------------------------------------------------------------------------------------- | -------------- | ----- | --- |
| Dulce Miranda          | PMDB    | PMDB / PV / PT / PSD                                                                               | 75.934         |       |     |
| Irajá Abreu            | PSD     | PMDB / PV / PT / PSD                                                                               | 62.859         |       |     |
| Josi Nunes             | PMDB    | PMDB / PV / PT / PSD                                                                               | 53.452         |       |     |
| Vicentinho Júnior      | PSB     | PRB / PP / PDT / PTB / PSL / PSC / PR / PPS / DEM / PRTB / PHS / PTC / PSB / PRP / PSDB / PEN / SD | 51.069         |       |     |
| César Halum            | PRB     | PRB / PP / PDT / PTB / PSL / PSC / PR / PPS / DEM / PRTB / PHS / PTC / PSB / PRP / PSDB / PEN / SD | 46.119         |       |     |
| Carlos Henrique Gaguim | PTN     | PMDB / PV / PT / PSD                                                                               | 44.739         |       |     |
| Lázaro Botelho         | PP      | PRB / PP / PDT / PTB / PSL / PSC / PR / PPS / DEM / PRTB / PHS / PTC / PSB / PRP / PSDB / PEN / SD | 42.935         |       |     |
| Dorinha Rezende        | DEM     | PRB / PP / PDT / PTB / PSL / PSC / PR / PPS / DEM / PRTB / PHS / PTC / PSB / PRP / PSDB / PEN / SD | 41.802         |       |     |

## Renúncias
| UF                | Nome                    | Partido | Coligação                                                     | Votos   | Data de renúncia       | Motivo                                     | Suplente efetivado          | Referência |
| ----------------- | ----------------------- | ------- | ------------------------------------------------------------- | ------- | ---------------------- | ------------------------------------------ | --------------------------- | ---------- |
| Amazonas          | Marcos Rotta            | PMDB    | PMDB / PP / PT / PDT / PTB / PPS / PRB / PSDC / PPL / PC do B | 117.955 | 22 de dezembro de 2016 | Eleito vice-prefeito de Manaus             | Sabino Castelo Branco (PTB) |            |
| Bahia             | Moema Gramacho          | PT      |                                                               |         | 1º de janeiro de 2017  | Eleita prefeita de Lauro de Freitas        | Fernando Torres (PSD)       |            |
| Ceará             | Arnon Bezerra           | PTB     |                                                               |         | 1º de janeiro de 2017  | Eleito prefeito de Juazeiro do Norte       | Vicente Arruda (PDT)        |            |
| Ceará             | Moroni Torgan           | DEM     |                                                               |         | 31 de dezembro de 2016 | Eleito vice-prefeito de Fortaleza          | Vaidon Oliveira (PSDC)      |            |
| Espírito Santo    | Max Filho               | PSDB    |                                                               |         | 1º de janeiro de 2017  | Eleito prefeito de Vila Velha              | Norma Ayub (DEM)            |            |
| Minas Gerais      | Odelmo Leão             | PP      | DEM / PSDB / PP / PR / PSD / SD                               | 179.652 | 31 de dezembro de 2016 | Eleito prefeito de Uberlândia              | Renato Andrade (PP)         |            |
| Paraná            | Marcelo Belinati        | PP      |                                                               |         | 1º de janeiro de 2017  | Eleito prefeito de Londrina                | Osmar Bertoldi (DEM)        |            |
| Paraíba           | Manoel Junior           | PMDB    |                                                               |         | 1º de janeiro de 2017  | Eleito vice-prefeito de João Pessoa        | André Amaral (PMDB)         |            |
| Pernambuco        | Anderson Ferreira       | PR      |                                                               | 150.565 | 1º de janeiro de 2017  | Eleito prefeito de Jaboatão dos Guararapes | Augusto Coutinho (SD)       |            |
| Rio de Janeiro    | Dr. João                | PR      |                                                               |         | 1º de janeiro de 2017  | Eleito prefeito de São João de Meriti      | Marcelo Delaroli (DEM)      |            |
| Rio de Janeiro    | Fabiano Horta           | PT      |                                                               |         | 28 de dezembro de 2016 | Eleito prefeito de Maricá                  | Wadih Damous (PT)           |            |
| Rio de Janeiro    | Fernando Jordão         | PMDB    |                                                               |         | 31 de dezembro de 2016 | Eleito prefeito de Angra dos Reis          | Walney Rocha (PEN)          |            |
| Rio de Janeiro    | Marquinho Mendes        | PMDB    |                                                               |         | 1º de janeiro de 2017  | Eleito prefeito de Cabo Frio               | Laura Carneiro (DEM)        |            |
| Rio de Janeiro    | Washington Reis         | PMDB    |                                                               |         | 1º de janeiro de 2017  | Eleito prefeito de Duque de Caxias         | Celso Jacob (PMDB)          |            |
| Rio Grande do Sul | Luiz Carlos Busato      | PTB     |                                                               |         | 1º de janeiro de 2017  | Eleito prefeito de Canoas                  | Cajar Nardes (PR)           |            |
| Rio Grande do Sul | Nelson Marchezan Júnior | PSDB    |                                                               |         | 1º de janeiro de 2017  | Eleito prefeito de Porto Alegre            | Yeda Crusius (PSDB)         |            |
| São Paulo         | Bruno Covas             | PSDB    |                                                               |         | 1º de janeiro de 2017  | Eleito vice-prefeito de São Paulo          | Mendes Thame (PV)           |            |
| São Paulo         | Duarte Nogueira         | PSDB    |                                                               |         | 31 de dezembro de 2016 | Eleito prefeito de Ribeirão Preto          | Lobbe Neto (PSDB)           |            |
| São Paulo         | Edinho Araújo           | PMDB    |                                                               |         | 1º de janeiro de 2017  | Eleito prefeito de São José do Rio Preto   | Walter Ihoshi (PSD)         |            |

## Falecimento
| UF       | Nome           | Partido | Coligação                                                              | Votos | Data de falecimento    | Suplente efetivado      | referência    |
| -------- | -------------- | ------- | ---------------------------------------------------------------------- | ----- | ---------------------- | ----------------------- | ------------- |
| Maranhão | João Castelo   | PSDB    | SD, PP, PCdoB, PPS, PSDB e PSB                                         |       | 11 de dezembro de 2016 | Luana Costa (PSB)       |               |
| Paraíba  | Rômulo Gouveia | PSD     | PSDB, PEN, PR, PTB, PSD, SD, PMN, PPS, PTdoB, PTN, PRB, PSDC, PSC e PP |       | 13 de maio de 2018     | Marcondes Gadelha (PSC) | [ 15 ] [ 16 ] |

## Cassações
| UF             | Nome          | Partido | Coligação                   | Votos   | Data da cassação       | Suplente titularizado  | Ref                 |
| -------------- | ------------- | ------- | --------------------------- | ------- | ---------------------- | ---------------------- | ------------------- |
| Rio de Janeiro | Eduardo Cunha | MDB     | PMDB / PP / PSC / PSD / PTB | 232.708 | 13 de setembro de 2016 | Marquinho Mendes (MDB) | [ 3 ] [ 18 ] [ 19 ] |
| São Paulo      | Paulo Maluf   | PP      | PMDB / PP / PSC / PSD / PTB | 250.296 | 22 de agosto de 2018   | Junji Abe (MDB)        |                     |